# 亚历山大·多姆
亚历山大·多姆（荷蘭語：Alexander Doom，1997年4月25日—），比利时男子田径运动员，2022年世界室内田径锦标赛男子4×400米接力金牌得主、2022年世界田径锦标赛男子4×400米接力铜牌得主、2022年欧洲田径锦标赛男子4×400米接力银牌得主、2023年欧洲室内田径锦标赛男子4×400米接力金牌得主。